# 科什利亞基 (波皮利尼亞區)
50°0′15″N 29°40′33″E / 50.00417°N 29.67583°E
科什利亞基（烏克蘭語：Кошляки）是烏克蘭北部的村莊，隸屬日托米爾州的日托米爾區。該村始建於1425年，面積1.18平方公里，海拔高度182米，2001年人口280，人口密度每平方公里236.89人。